# Anne-Lise Gabold
Anne-Lise Gabold, född  5 oktober 1941, är en dansk skådespelerska.

## Utmärkelser
Gabold  har vunnit Bodilpriset för sina insatser i Midt i en jazztid 1970 och En lykkelig skilsmisse 1976.

## Rollista i urval
- 1969 – Midt i en jazztid
- 1974 – Gangsterfilmen
- 1976 – En lykkelig skilsmisse
- 1976 – Hjerter er trumf
- 1984 – Mamma
- 1996–1997 – Bryggeren (TV-serie)
- 1999 – Taxa (TV-serie)
- 2002 – Pojken som ville vara isbjörn
- 2006 – Nynne
- 2006 – Wellkåmm to Verona
- 2007 – Daisy Diamond
- 2010 – Livvakterna (TV-serie)